# Hypopterygiaceae
Hypopterygiaceae là một họ rêu trong bộ Hookeriales.